# BK Häcken

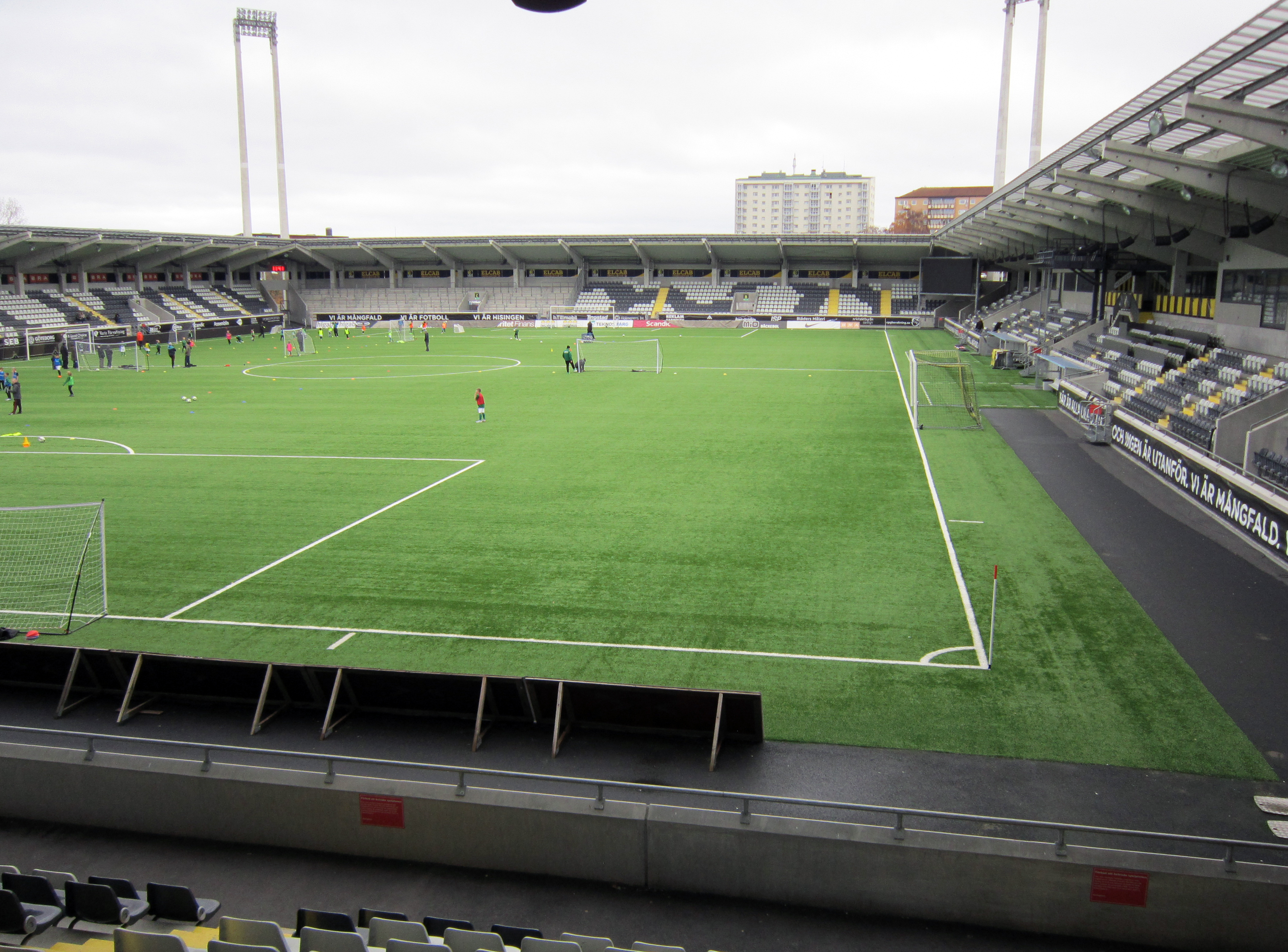
Bravida Arena, hemmaarena sedan 2015.

Bollklubben Häcken, vanligen BK Häcken, eller förkortat BKH, bildad 2 augusti 1940 är en svensk fotbollsklubb från Hisingen i Göteborg. Herrlaget spelar sedan 2009 återigen i Allsvenskan och vann SM-guld 2022.
BK Häcken arrangerar den årliga ungdomsturneringen Gothia Cup. Detta bidrar till att klubben är en av de ekonomiskt mest välmående föreningarna inom svensk elitfotboll.

## Historia

### Start–1940-talet
BK Häcken grundades officiellt den 2 augusti 1940 av några pojkar i 14–15-årsåldern, bland dem Sven-Agne Larsson, som ville spela fotboll mot andra lag och inte bara träna och spela tillsammans. Laget höll till vid Tunnbindaregatan och Väderkvarnsgatan, utomhus på en till större delen obebyggd tomt som bland annat innehöll en träkåk (Hisingstads IS:s första klubbhus), några kastanjeträd samt en lång häck som gick längs kanten av Tunnbindaregatan. I samband med ansökan om anslutning till Göteborgs fotbollsförbund ville föreningen kalla sig BK Kick, men det var upptaget så istället namngav sig föreningen BK Häcken efter den nämnda häcken. Första ordföranden hette Tage Hansson. Största seger under klubbens första säsong var en 13–0-seger i Skårs IF:s pojklagsturnering.
Under 1940-talet vann laget sex raka seriesegrar och klättrade snabbt i seriesystemet. 1951 uppmärksammades Häcken på riksplanet då laget vann dåvarande division 3 och gick upp i en serie där lag som IFK Malmö, Kalmar FF och Landskrona BoIS spelade. Inför premiären i division 2 diskuterade föreningen om att spela sina hemmamatcher på Ullevi eller Rambergsvallen, där valet föll på Rambergsvallen.
1950-talet innebar en fortsatt klättring i seriesystemen med serieseger i division IV Västsvenska Södra 1950 och när klubben 1951 vann division III Västra Götaland fick den stämpeln om att ha blivit ett riksbekant ”kometlag” i och med sin rekordartade rusning genom seriesystemen, från att ha varit ett lokalt lag. Under 1950-talet pendlade sedan klubbens A-lag mellan division II och III. 1953 blev ett av klubbens mest omskrivna år genom att utmana om en allsvensk plats ända till sista matchen, dock blev BK Häcken slagna av Kalmar FF. 1955 sattes publikrekord i division III när klubben mötte Oddevold inför 18 229 åskådare på Gamla Ullevi, vilket fortfarande står sig som publikrekord för tredje högsta serien i Sverige.
1960-talet inleddes med att klubbhuset Häckenborg invigdes 1960, en med dåtidens mått stor satsning. BK Häcken spelade större delen under 1960-talet som ett stabilt division III-lag men decenniet avslutades med en degradering till division IV 1967. 1966 innebar grundandet av BK Häckens bowling-sektion, den enda av föreningens satsningar i andra sporter än fotboll som fortfarande bedrivs.

### 1970–1990-talet
År 1970 åkte Häcken ned i division fem, men laget vann serien 1971 och återavancerade till fyran direkt. Kenneth Nyhlén, som fortfarande är klubbens meste målskytt, gjorde 45 av Häckens 122 mål under säsongen. 1975 firade klubben 35-årsjubileum, hade då närmare 700 medlemmar, och under jubileumsåret arrangerade klubben den första upplagan av ungdomsturneringen Gothia Cup – ett evenemang som skulle få stor betydelse för BK Häcken. I premiärupplagan deltog 275 lag.
1977 vann BK Häcken sin division 3-serie och fick kvala till division 2. Laget lottades mot IK Brage, Motala AIF och Degerfors IF, och lyckades säkra avancemang genom en 2–1-seger mot Degerfors på neutral plan, i Uddevalla. Åren 1978–79 var BK Häcken framgångsrika i division II och slutade båda åren på tredje plats. 1978 innebar också den formella starten för BK Häckens damlag och en damsektion.
Under 1970-talet bildade klubben även egen kvartersbingohall på Hisingen, och 1978 Pusterviks Kultur AB 1978 tillsammans med Sällskapet Maneten och Nationalteatern, som skulle fungera som kulturhus och restaurang.
1981 var Häcken mycket nära avancemang till allsvenskan, med spelare som Mats Johansson och Reine Almqvist, som återvände till Sverige inför säsongen efter en sejour i Seattle Sounders. Laget föll dock i det avgörande kvalmötet mot IF Elfsborg. Säsongen därpå lyckades Häcken till sist nå den högsta serien, efter ett kvalspel där laget besegrade IFK Norrköping i det avgörande dubbelmötet. Efter avancemanget meddelade tränaren Agne Simonsson att han skulle lämna klubben.
Säsongen 1982 slutade Häcken 2:a i division 2 västra. Efter vinst mot IFK Norrköping i playoff med totalt 2-1 så tog man steget upp till allsvenskan 1983. Nu med Reine Almqvist som ny tränare inför säsongen 1983, men laget föll dock raskt ur och återkomsten skulle dröja tio år. Däremellan stod Häcken för sin, fram till 2016, främsta framgång 1989/1990, då laget nådde finalen i Svenska cupen på Råsunda men förlorade denna mot Djurgården med 0-3. Föreningen kom att göra en framgångsrik säsong i allsvenskan 1993 genom att sluta på sjätte plats, en ovanligt förtjänstfull prestation av en nykomling, med Arnór Guðjohnsen i centrum. Uppvaknandet blev dock bryskt för Häcken; säsongen 1994 slutade med degradering. 
Säsongen 1998 var BK Häcken åter uppe i allsvenskan, men slutade på 13:e plats och föll ur serien.

### 2000-talet och framåt
Säsongen 2000 var Häcken tillbaka i allsvenskan, denna gång med en ung Kim Källström som det stora utropstecknet i laget. Laget placerade sig på 12:e plats och tvingades därmed försvara sin allsvenska plats i kvalspel mot Mjällby AIF. 2–3 på bortaplan följdes av 3–2 hemma och efter straffläggning blev det 9–8 sammanlagt. Säsongen 2001 slutade Häcken dock på 13:e plats och flyttades således ner till Superettan.
Häcken gjorde återigen comeback i allsvenskan 2005. Klubben hade den här gången storsatsat och värvat bland andra Teddy Lučić och Stig Tøfting. Därtill hade klubben ett lag som dominerat i Superettan 2004 med profiler som skyttekungen Dioh Williams och Jimmy Dixon. Innan säsongen anställdes en ny sportchef, Carl Fhager. Häcken slutade åtta, men hade en kort period på sommaren varit serieledare. Till säsongen 2006 hade skyttekungen Hans Berggren värvats från IF Elfsborg. BK Häcken slutade då på tolfte plats, vilket innebar nedflyttningskval där BK Häcken förlorade båda matcherna mot IF Brommapojkarna och föll ur allsvenskan.
Häcken slutade tvåa i Superettan 2008, och kvalificerade sig därmed för spel i allsvenskan 2009 som vidare blev en succé då Häcken slutade på en femteplats. Samma säsong var också Häcken nära en ny final i Svenska cupen, men semifinalen mot AIK på Råsunda förlorades i förlängningens sista minut. Häcken slutade på åttonde plats i allsvenskan 2010 och var därmed för första gången klara för den tredje säsongen i rad i högsta serien. Häcken slutade på en sjätte plats i allsvenskan 2011 med 49 poäng.
Säsongen 2012 blev den dittills framgångsrikaste för Häcken i allsvenskan. Laget slutade tvåa i tabellen och tog därmed Stora silvret och klubbens första allsvenska medalj. Häcken gjorde flest mål av alla lag, sammanlagt 67. Häckens Waris Majeed vann skytteligan med 23 mål, varav 5 gjordes i hemmamatchen mot IFK Norrköping den 16 maj. Efter silvret 2012 tillhörde Häcken favoriterna 2013. Waris Majeed (som flyttade till Ryssland) hade ersatts av Moestafa El Kabir, men den senare skadades tidigt på säsongen. Säsongen blev en missräkning och laget slutade först på tionde plats. 2013 bjöd dock på Häckens främsta internationella merit när laget i Europaleague-kvalet slog ut Tjeckiska serietvåorna Sparta Prag.
Säsongen 2014 slutade Häcken på femte plats i allsvenskan. Samtliga hemmamatcher spelades på Gamla Ullevi eftersom Rambergsvallen byggdes om under säsongen. Den temporära flytten från Hisingen medförde ett kännbart publiktapp; publiksnittet 2 820 innebar en stor minskning från de tre föregående säsongerna (4 105 2013, 4 348 2012 och 3 249 2011). Säsongen blev likväl en framgång då klubben blev svenska mästare för såväl U-21 som U-19.
Säsongen 2015 presterade BK Häcken en sjundeplats i allsvenskan. Året utmärkte sig bland annat genom flytten till nya hemmaarenan Bravida Arena. Laget spelade 9 matcher under säsongen på den nya hemmaarenan, samtliga utan förlust.
Häcken inledde den allsvenska säsongen 2016 med en 14:e plats efter 7 omgångar, bara en poäng från nedflyttningsplats, men kom istället att ta sin första stora titel genom att vinna Svenska cupen. I finalen på Swedbank Stadion den 5 maj 2016 besegrades Malmö FF med 6–5 efter straffsparksläggning (2–2 efter full tid och förlängning).
Den 27 januari 2021 röstade medlemmarna för styrelsens förslag att överta Kopparbergs/Göteborg FC:s damverksamhet (se vidare BK Häcken FF).
Säsongen 2022 vann BK Häcken Fotbollsallsvenskan 2022, och blev därmed svenska mästare för första gången.
Den 11 maj 2023 blev BK Häcken Svenska cupmästare för tredje gången, genom att besegra Mjällby AIF med 4–1 i finalen på Strandvallen. Den 29 maj 2025 vann man Svenska cupen för fjärde gången, genom att vinna finalen mot Malmö FF på bortaplan med 4–2 efter straffsparksläggning, sedan matchen slutet 0–0 efter ordinarie speltid och förlängning.

## Tabellplaceringar
| Säsong | Nivå i seriesystemet | Division     | Del                 | Placering | Serierörelse & Kommentar                                                                                                 |
| ------ | -------------------- | ------------ | ------------------- | --------- | --- |
| 1952   | 2                    | Division 2   | Sydvästra           | 5         | |
| 1953   | 2                    | Division 2   | Sydvästra           | 7         | |
| 1954   | 2                    | Division 2   | Götaland            | 12        | Nedflyttning |
| 1955   | 3                    | Division 3   | Västra Götaland     | 2         | Uppflyttning |
| 1956   | 2                    | Division 2   | Västra Götaland     | 10        | Uppflyttning |
| 1957   | 2                    | Division 3   | Nordvästra Götaland | 2         | |
| 1958   | 3                    | Division 3   | Nordvästra Götaland | 6         | |
| 1959   | 3                    | Division 3   | Nordvästra Götaland | 4         | |
| 1960   | 3                    | Division 3   | Nordvästra Götaland | 5         | |
| 1961   | 3                    | Division 3   | Nordvästra Götaland | 9         | |
| 1962   | 3                    | Division 3   | Nordvästra Götaland | 3         | |
| 1963   | 3                    | Division 3   | Nordvästra Götaland | 5         | |
| 1964   | 3                    | Division 3   | Nordvästra Götaland | 3         | |
| 1965   | 3                    | Division 3   | Nordvästra Götaland | 8         | |
| 1966   | 3                    | Division 3   | Nordvästra Götaland | 12        | Nedflyttning |
| 1967   | 4                    | Division 4   | Göteborg Västra     | 2         | |
| 1968   | 4                    | Division 4   | Göteborg Västra     | 3         | |
| 1969   | 4                    | Division 4   | Göteborg B          | 2         | |
| 1970   | 4                    | Division 4   | Göteborg B          | 9         | Nedflyttning |
| 1971   | 5                    | Division 5   | ?                   | 1         | Uppflyttning |
| 1972   | 4                    | Division 4   | Göteborg B          | 4         | |
| 1973   | 4                    | Division 4   | Göteborg B          | 2         | |
| 1974   | 4                    | Division 4   | Göteborg B          | 2         | |
| 1975   | 4                    | Division 4   | Göteborg B          | 1         | Uppflyttning |
| 1976   | 3                    | Division 3   | Nordvästra Götaland | 8         | |
| 1977   | 3                    | Division 3   | Nordvästra Götaland | 1         | Uppflyttning, 2:a plats i gruppspelskval                                                                                 |
| 1978   | 2                    | Division 2   | Södra               | 3         | |
| 1979   | 2                    | Division 2   | Södra               | 3         | |
| 1980   | 2                    | Division 2   | Södra               | 6         | |
| 1981   | 2                    | Division 2   | Södra               | 1         | Förlust mot IF Elfsborg i playoff, 0-1 och 1-1                                                                           |
| 1982   | 2                    | Division 2   | Södra               | 2         | Uppflyttning, vinst mot IFK Norrköping i playoff, 2-0 och 0-1                                                            |
| 1983   | 1                    | Allsvenskan  |                     | 12        | Nedflyttning |
| 1984   | 2                    | Division 2   | Södra               | 5         | |
| 1985   | 2                    | Division 2   | Södra               | 8         | |
| 1986   | 2                    | Division 2   | Södra               | 11        | |
| 1987   | 2                    | Division 1   | Södra               | 9         | |
| 1988   | 2                    | Division 1   | Södra               | 5         | |
| 1989   | 2                    | Division 1   | Södra               | 7         | |
| 1990   | 2                    | Division 1   | Södra               | 1         | Förlust mot GIF Sundsvall i playoff, 1-0 och 1-4                                                                         |
| 1991   | 2                    | Division 1   | Västra              | 3 & 1     | 3:e plats i Vårserien och vinst i höstserien, förlust mot HeIF i första playoff-rundan med 2-2 och 1-1 (färre bortamål). |
| 1992   | 2                    | Division 1   | Västra              | 1 & 4     | Uppflyttning, vinst i Vårserien (obesegrade) och 4:e plats i Kvalsvenskan.                                               |
| 1993   | 1                    | Allsvenskan  |                     | 6         | |
| 1994   | 1                    | Allsvenskan  |                     | 14        | Nedflyttning |
| 1995   | 2                    | Division 1   | Södra               | 7         | |
| 1996   | 2                    | Division 1   | Södra               | 4         | |
| 1997   | 2                    | Division 1   | Södra               | 2         | Uppflyttning, vinst mot Västerås SK FK i playoff, 1-1 och 4-2                                                            |
| 1998   | 1                    | Allsvenskan  |                     | 13        | Nedflyttning |
| 1999   | 2                    | Division 1   | Södra               | 1         | Uppflyttning |
| 2000   | 1                    | Alllsvenskan |                     | 12        | Vinst mot Mjällby AIF i kval, 3-2 och 2-3                                                                                |
| 2001   | 1                    | Alllsvenskan |                     | 13        | Nedflyttning |
| 2002   | 2                    | Superettan   |                     | 4         | |
| 2003   | 2                    | Superettan   |                     | 3         | Förlust mot GIF Sundsvall i kval till allsvenskan, 1-2 och 1-0 (färre bortamål).                                         |
| 2004   | 2                    | Superettan   |                     | 1         | Uppflyttning |
| 2005   | 1                    | Allsvenskan  |                     | 8         | |
| 2006   | 1                    | Allsvenskan  |                     | 12        | Nedflyttning, förlust mot IF Brommapojkarna, 0-2 och 1-2                                                                 |
| 2007   | 2                    | Superettan   |                     | 4         | |
| 2008   | 2                    | Superettan   |                     | 2         | Uppflyttning |
| 2009   | 1                    | Allsvenskan  |                     | 5         | |
| 2010   | 1                    | Allsvenskan  |                     | 8         | |
| 2011   | 1                    | Allsvenskan  |                     | 6         | |
| 2012   | 1                    | Allsvenskan  |                     | 2         | |
| 2013   | 1                    | Allsvenskan  |                     | 10        | |
| 2014   | 1                    | Allsvenskan  |                     | 5         | |
| 2015   | 1                    | Allsvenskan  |                     | 7         | |
| 2016   | 1                    | Allsvenskan  |                     | 10        | |
| 2017   | 1                    | Allsvenskan  |                     | 4         | |
| 2018   | 1                    | Allsvenskan  |                     | 5         | |
| 2019   | 1                    | Allsvenskan  |                     | 6         | |
| 2020   | 1                    | Allsvenskan  |                     | 3         | |
| 2021   | 1                    | Allsvenskan  |                     | 12        | |
| 2022   | 1                    | Allsvenskan  |                     | 1         | BK Häckens första SM-guld.                                                                                               |
| 2023   | 1                    | Allsvenskan  |                     | 3         | |
| 2024   | 1                    | Allsvenskan  |                     | 8         | |

## BK Häcken i de europeiska cuperna
| Uefa Champions League | Uefa Champions League | Uefa Champions League | Uefa Champions League | Uefa Champions League | Uefa Champions League     | Uefa Champions League | Uefa Champions League |
| Säsong                | Omgång                | Motståndare           | Motståndare           | Datum                 | Arena                     | Resultat              | S                     |
| Säsong                | Omgång                | Land                  | Klubb                 | Datum                 | Arena                     | Resultat              | S                     |
| --------------------- | --------------------- | --------------------- | --------------------- | --------------------- | ------------------------- | --------------------- | --------------------- |
| 2023/24               | Kvalomgång 1          | Wales                 | The New Saints FC     | 12 juli 2023          | Bravida Arena (4 516)     | 3-1                   | 5-1                   |
| 2023/24               | Kvalomgång 1          | Wales                 | The New Saints FC     | 18 juli 2023          | Park Hall Stadium (1 003) | 2-0                   | 5-1                   |
| 2023/24               | Kvalomgång 2          | Färöarna              | KÍ Klaksvik           | 26 juli 2023          | Djúpumýra Stadium (1224)  | 0-0                   | 6-7                   |
| 2023/24               | Kvalomgång 2          | Färöarna              | KÍ Klaksvik           | 2 augusti 2023        | Bravida Arena (4 396)     | 6-7†                  | 6-7                   |

†2-2 efter fulltid, 3-3 efter förlängning och 6-7 efter straffar.
| Uefacupen / Uefa Europa League | Uefacupen / Uefa Europa League | Uefacupen / Uefa Europa League | Uefacupen / Uefa Europa League | Uefacupen / Uefa Europa League | Uefacupen / Uefa Europa League             | Uefacupen / Uefa Europa League | Uefacupen / Uefa Europa League |
| Säsong                         | Omgång                         | Motståndare                    | Motståndare                    | Datum                          | Arena                                      | Resultat                       | S                              |
| Säsong                         | Omgång                         | Land                           | Klubb                          | Datum                          | Arena                                      | Resultat                       | S                              |
| ------------------------------ | ------------------------------ | ------------------------------ | ------------------------------ | ------------------------------ | ------------------------------------------ | ------------------------------ | ------------------------------ |
| 2007/08                        | Kvalomgång 1                   | Island                         | KR                             | 19 juli 2007                   | Nya Ullevi                                 | 1-1                            | 2-1                            |
| 2007/08                        | Kvalomgång 1                   | Island                         | KR                             | 2 augusti 2007                 | KR-völlur                                  | 1-0                            | 2-1                            |
| 2007/08                        | Kvalomgång 2                   | Skottland                      | Dunfermline Athletic           | 16 augusti                     | East End Park (6 017)                      | 1-1                            | 2-1                            |
| 2007/08                        | Kvalomgång 2                   | Skottland                      | Dunfermline Athletic           | 30 augusti 2007                | Rambergsvallen (2 712)                     | 1-0                            | 2-1                            |
| 2007/08                        | Första omgången                | Ryssland                       | Spartak Moskva                 | 20 september 2007              | Luzjnikistadion (15 000)                   | 0-5                            | 1-8                            |
| 2007/08                        | Första omgången                | Ryssland                       | Spartak Moskva                 | 4 oktober 2007                 | Rambergsvallen (1 013)                     | 1-3                            | 1-8                            |
| 2011/2012                      | Kvalomgång 1                   | Luxemburg                      | Käerjéng                       | 30 juni 2011                   | Josy Barthel (727)                         | 1-1                            | 6-2                            |
| 2011/2012                      | Kvalomgång 1                   | Luxemburg                      | Käerjéng                       | 7 juli 2011                    | Gamla Ullevi(934)                          | 5-1                            | 6-2                            |
| 2011/2012                      | Kvalomgång 2                   | Finland                        | Honka                          | 14 juli 2011                   | Örjans vall(446)                           | 1-0                            | 3-0                            |
| 2011/2012                      | Kvalomgång 2                   | Finland                        | Honka                          | 21 juli 2011                   | Myyrmäen Jalkapallostadion (2 216)         | 2-0                            | 3-0                            |
| 2011/2012                      | Kvalomgång 3                   | Portugal                       | Nacional                       | 28 juli 2011                   | Estádio da Madeira (4 612)                 | 0-3                            | 2-4                            |
| 2011/2012                      | Kvalomgång 3                   | Portugal                       | Nacional                       | 4 augusti 2011                 | Nya Ullevi (818)                           | 2-1                            | 2-4                            |
| 2013/2014                      | Kvalomgång 2                   | Tjeckien                       | Sparta Prag                    | 18 juli 2013                   | Generali Arena (7 445)                     | 2-2                            | 3-2                            |
| 2013/2014                      | Kvalomgång 2                   | Tjeckien                       | Sparta Prag                    | 25 juli 2013                   | Gamla Ullevi(2 618)                        | 1-0                            | 3-2                            |
| 2013/2014                      | Kvalomgång 3                   | Schweiz                        | FC Thun                        | 1 augusti 2013                 | Gamla Ullevi(2 802)                        | 1-2                            | 2-3                            |
| 2013/2014                      | Kvalomgång 3                   | Schweiz                        | FC Thun                        | 8 augusti 2013                 | Arena Thun(5 027)                          | 0-1                            | 2-3                            |
| 2016/2017                      | Kvalomgång 2                   | Irland                         | Cork City FC                   | 14 juli 2016                   | Bravida Arena(2 022)                       | 1-1                            | 1-2                            |
| 2016/2017                      | Kvalomgång 2                   | Irland                         | Cork City FC                   | 21 juli 2016                   | Turners Cross (5 334)                      | 0-1                            | 1-2                            |
| 2018/2019                      | Kvalomgång 1                   | Lettland                       | FK Liepāja                     | 12 juli 2018                   | Daugava (2 234)                            | 3-0                            | 4-2                            |
| 2018/2019                      | Kvalomgång 1                   | Lettland                       | FK Liepāja                     | 19 juli 2018                   | Bravida Arena (1 713)                      | 1-2                            | 4-2                            |
| 2018/2019                      | Kvalomgång 2                   | Tyskland                       | RB Leipzig                     | 26 juli 2018                   | Red Bull Arena (18 126)                    | 0-4                            | 1-5                            |
| 2018/2019                      | Kvalomgång 2                   | Tyskland                       | RB Leipzig                     | 2 augusti 2018                 | Bravida Arena (2 968)                      | 1-1                            | 1-5                            |
| 2019/2020                      | Kvalomgång 2                   | Nederländerna                  | AZ Alkmaar                     | 25 juli 2019                   | AFAS Stadion (11 492)                      | 0-0                            | 0-3                            |
| 2019/2020                      | Kvalomgång 2                   | Nederländerna                  | AZ Alkmaar                     | 1 augusti 2019                 | Bravida Arena (3 845)                      | 0-3                            | 0-3                            |
| 2023/24                        | Kvalomgång 3                   | Litauen                        | Žalgiris                       | 10 augusti 2023                | LFF Stadium (4 789)                        | 3-1                            | 8-1                            |
| 2023/24                        | Kvalomgång 3                   | Litauen                        | Žalgiris                       | 17 augusti 2023                | Bravida Arena (3 926)                      | 5-0                            | 8-1                            |
| 2023/24                        | Playoff                        | Skottland                      | Aberdeen                       | 24 augusti 2023                | Bravida Arena (4 424)                      | 2-2                            | 5-3                            |
| 2023/24                        | Playoff                        | Skottland                      | Aberdeen                       | 31 augusti 2023                | Pittodrie Stadium (19 237)                 | 3-1                            | 5-3                            |
| 2023/24                        | Gruppspel                      | Tyskland                       | Bayer Leverkusen               | 21 september 2023              | Bay Arena (25 402)                         | 0-4                            | Sist i gruppen                 |
| 2023/24                        | Gruppspel                      | Azerbajdzjan                   | Qarabağ                        | 5 oktober 2023                 | Ullevi (8 124)                             | 0-1                            | Sist i gruppen                 |
| 2023/24                        | Gruppspel                      | Norge                          | Molde                          | 26 oktober 2023                | Aker Stadion (5 870)                       | 1-5                            | Sist i gruppen                 |
| 2023/24                        | Gruppspel                      | Norge                          | Molde                          | 9 november 2023                | Ullevi (5 106)                             | 1-3                            | Sist i gruppen                 |
| 2023/24                        | Gruppspel                      | Tyskland                       | Bayer Leverkusen               | 30 november 2023               | Ullevi (11 234)                            | 0-2                            | Sist i gruppen                 |
| 2023/24                        | Gruppspel                      | Azerbajdzjan                   | Qarabağ                        | 14 december 2023               | Tofiq Bahramov Republican Stadium (28 515) | 1-2                            | Sist i gruppen                 |

| Uefa Conference League | Uefa Conference League | Uefa Conference League | Uefa Conference League | Uefa Conference League | Uefa Conference League    | Uefa Conference League | Uefa Conference League |
| Säsong                 | Omgång                 | Motståndare            | Motståndare            | Datum                  | Arena                     | Resultat               | S                      |
| Säsong                 | Omgång                 | Land                   | Klubb                  | Datum                  | Arena                     | Resultat               | S                      |
| ---------------------- | ---------------------- | ---------------------- | ---------------------- | ---------------------- | ------------------------- | ---------------------- | ---------------------- |
| 2021/22                | Kvalomgång 2           | Skottland              | Aberdeen               | 22 juli 2021           | Pittodrie Stadium (5 665) | 1-5                    | 3-5                    |
| 2021/22                | Kvalomgång 2           | Skottland              | Aberdeen               | 29 juli 2021           | Bravida Arena (823)       | 2-1                    | 3-5                    |

## Arena
Häcken spelar sina hemmamatcher på Bravida Arena på Hisingen. Arenan byggdes 2015 och har en kapacitet för 6 250 åskådare, samtliga under tak. Bravida Arena är belägen på samma ställe som föregångaren Rambergsvallen. 
Enstaka hemmamatcher har spelats på Ullevi (bland annat allsvenska kvalet mot Elfsborg 1981, derbyt mot IFK 2013 och matcher i samband med Gothia Cup) och på Heden (i samband med Gothia Cup).

## Rekord
- Publikrekord:   
  - 8 379 åskådare mot IFK Göteborg 10 april 2000 på Rambergsvallen.
  - 19 205 åskådare hemma mot IF Elfsborg 1981 på Ullevi.
- Största vinst i allsvenskan: 7–0 mot Falkenberg 2016.
- Största förlust i allsvenskan: 1–6 mot Malmö FF (1983), AIK (2001) och Djurgårdens IF (2025).
- Största vinst i Superettan 8–0 mot IK Sirius (2008).
- Flest matcher för klubben: Johan Lind, 542 matcher.

## Spelare

### Spelartruppen
(L) - Inlånad spelare
| Nummer      | Land            | Spelare               | Födelsedatum      | Kom från          | Moderklubb        |           |
| Målvakter   | Målvakter       | Målvakter             | Målvakter         | Målvakter         | Målvakter         | Målvakter |
| ----------- | --------------- | --------------------- | ----------------- | ----------------- | ----------------- | --------- |
| 1           | Sverige         | Andreas Linde         | 24 juli 1993      | Greuther Fürth    | Rydebäcks IF      |           |
| 26          | Sverige         | Peter Abrahamsson     | 18 juli 1988      | Örgryte IS        | Vallens IF        |           |
| 32          | Sverige         | Oscar Jansson         | 23 december 1990  | Djurgårdens IF    | Karlslunds IF     |           |
| 99          | Albanien        | Etrit Berisha         | 10 mars 1989      | Empoli FC         | FC 2 Korriku      |           |
| Försvarare  |                 |                       |                   |                   |                   |           |
| 3           | Sverige         | Johan Hammar          | 22 februari 1994  | Örgryte IS        | Bunkeflo IF       |           |
| 4           | Norge           | Marius Lode           | 11 mars 1993      | Bodø/Glimt        | Frøyland          |           |
| 5           | Norge           | Brice Wembangomo      | 18 december 1996  | Bodø/Glimt        | Tveter IL         |           |
| 6           | Finland         | Leo Väisänen          | 23 juli 1997      | Austin FC         | KäPa              |           |
| 7           | Danmark         | Jacob Barrett Laursen | 17 november 1994  | Standard Liège    | Arden             |           |
| 17          | Sverige         | Ben Engdahl           | 17 september 2003 | Nordsjælland      | IF Brommapojkarna |           |
| 21          | Sverige         | Adam Lundqvist        | 20 mars 1994      | Austin FC         | Nyköpings BIS     |           |
| 22          | Serbien         | Nikola Zecevic        | 16 juni 2004      | Voždovac          | Kiker Kraljevo    |           |
| 25          | Senegal         | Abdoulaye Faye        | 22 september 2004 | Diambars          | Diambars          |           |
| 28          | Sverige         | Filip Öhman           | 26 januari 2008   | BK Häcken U       | BK Häcken U       |           |
| Mittfältare |                 |                       |                   |                   |                   |           |
| 8           | Danmark         | Silas Andersen        | 13 juni 2004      | Utrecht           | Sundby            |           |
| 10          | Danmark         | Mikkel Rygaard        | 25 december 1990  | ŁKS Łódź          | Nykøbing          |           |
| 13          | Sverige         | Sigge Jansson         | 10 november 2005  | BK Häcken U       | Azalea BK         |           |
| 14          | Sverige         | Simon Gustafson       | 11 januari 1995   | Utrecht           | Fässbergs IF      |           |
| 15          | Sverige         | Samuel Leach Holm     | 9 oktober 1997    | Djurgårdens IF    | IFK Österåker     |           |
| 16          | Sverige         | Pontus Dahbo          | 11 oktober 2005   | BK Häcken U       | Sävedalens IF     |           |
| 39          | Sverige         | Isak Brusberg         | 5 september 2006  | BK Häcken U       | Backatorp IF      |           |
| Anfallare   |                 |                       |                   |                   |                   |           |
| 9           | Serbien         | Srdjan Hrstic         | 18 juli 2003      | Spartak Subotica  | Kordun Kljajićevo |           |
| 11          | Sverige         | Julius Lindberg       | 4 januari 1999    | Gais              | Ytterby IS        |           |
| 19          | Uganda          | John Paul Dembe       | 3 juli 2005       | KCAA              | KCAA              |           |
| 24          | Tunisien        | Amor Layouni          | 3 oktober 1992    | Vålerenga         | Falu FK           |           |
| 27          | Sverige         | Zeidane Inoussa       | 13 maj 2002       | IF Brommapojkarna | IF Brommapojkarna |           |
| 29          | Elfenbenskusten | Severin Nioule        | 3 mars 2005       | ASEC Mimosas      | ASEC Mimosas      |           |

### Utlånade spelare
| Nr | Land    | Pos | Namn                                                 |
| -- | ------- | --- | ---------------------------------------------------- |
| 23 | Sverige | MF  | Jeremy Agbonifo (i Lens till 30 juni 2025)           |
| 31 | Sverige | F   | Charlie Axede (i Torslanda IK till 31 december 2025) |

| Nr | Land    | Pos | Namn                                                 |
| -- | ------- | --- | ---------------------------------------------------- |
| -  | Sverige | MF  | Joel Hjalmar (i Norrby IF till 31 december 2025)     |
| -  | Sverige | F   | Johannes Engvall (i Norrby IF till 31 december 2025) |

### U19-Truppen 2024
| Nr | Land    | Pos | Namn                       |
| -- | ------- | --- | -------------------------- |
| -  | Sverige | MV  | Alexander Eriksson (-05)   |
| -  | Sverige | MV  | Elias Michailellis (-06)   |
| -  | Sverige | MV  | Fabian Andersson (-05)     |
| -  | Sverige | F   | Albin Gashi (-06)          |
| -  | Sverige | F   | Deniz Yildirim (-05)       |
| -  | Sverige | F   | Elias Börjesson (-06)      |
| -  | Sverige | F   | Harry Hilvenius (-07)      |
| -  | Sverige | F   | Johannes Engvall (-05)     |
| -  | Sverige | F   | Kevin Cerqueira (-06)      |
| -  | Sverige | F   | Noah Ek (-06)              |
| -  | Sverige | F   | Viggo van der Laan (-06)   |
| -  | Sverige | MF  | Aleksandar Krajisnik (-05) |

| Nr | Land    | Pos | Namn                      |
| -- | ------- | --- | ------------------------- |
| -  | Sverige | MF  | Andreas Dalalow (-06)     |
| -  | Sverige | MF  | Elias Risp (-06)          |
| -  | Sverige | MF  | Erik Andersson (-06)      |
| -  | Sverige | MF  | Joel Hjalmar (-05)        |
| -  | Sverige | MF  | Malte Ljungkull (-07)     |
| -  | Sverige | MF  | Nikola Mitrovic (-06)     |
| -  | Sverige | MF  | Noah Lundstedt (-06)      |
| -  | Sverige | A   | Mada Nyallay (-06)        |
| -  | Sverige | A   | Omar Krajina (-07)        |
| -  | Sverige | A   | Nuurdin Ali Mohudin (-06) |
| -  | Sverige | A   | William Rubendahl (-05)   |
| -  | Sverige | A   | Yusuf Gündüz (-06)        |

### U17-Truppen 2024
| Nr | Land    | Pos | Namn                            |
| -- | ------- | --- | ------------------------------- |
| -  | Sverige | MV  | Kristan Marinkovic (-08)        |
| -  | Sverige | MV  | Viktor Alestig (-07)            |
| -  | Sverige | F   | Filip Öhman (-08)               |
| -  | Sverige | F   | Hevend Anwar (-07)              |
| -  | Sverige | F   | Ismail Ljajic (-07)             |
| -  | Sverige | F   | Kasper Hellström (-07)          |
| -  | Sverige | F   | Leon Bosson (-07)               |
| -  | Sverige | F   | Mio Vikström (-08)              |
| -  | Sverige | MF  | Albin Badnjevic (-08)           |
| -  | Sverige | MF  | Adrian Gustafsson Janding (-07) |

| Nr | Land    | Pos | Namn                     |
| -- | ------- | --- | ------------------------ |
| -  | Sverige | MF  | Hugo Syversen (-07)      |
| -  | Somalia | MF  | Idriis Aden (-07)        |
| -  | Sverige | MF  | Kristian Banozic (-07)   |
| -  | Sverige | MF  | Max Rundbäck (-08)       |
| -  | Sverige | A   | Abdisamed Abdi (-10)     |
| -  | Sverige | A   | Edwin Ghaderi (-08)      |
| -  | Sverige | A   | Elliot Johansson (-07)   |
| -  | Sverige | A   | Fadi Halawi (-07)        |
| -  | Sverige | A   | Sebastian Sackesjö (-07) |
| -  | Sverige | A   | Teo Rundbäck (-08)       |